# 凹苞耳叶马蓝
凹苞耳叶马蓝（学名：Perilepta retusa）为爵床科耳叶马蓝属下的一个种。

## 扩展阅读
- 維基物種上的相關：凹苞耳叶马蓝